# Lubow Szutowa
Lubow Andriejewna Szutowa (ros. Любовь Андреевна Шутова; ur. 25 czerwca 1983 w Nowosybirsku) – rosyjska szpadzistka, brązowa medalistka olimpijska i czterokrotna medalistka mistrzostw świata.
Na igrzyskach olimpijskich w Pekinie w 2008 roku zajęła szóste miejsce indywidualnie. Podczas rozgrywanych cztery lata później igrzysk olimpijskich w Londynie zajęła czwarte miejsce drużynowo i siedemnaste indywidualnie. Brała też udział w igrzyskach olimpijskich w Rio de Janeiro w 2016 roku, gdzie reprezentacja Rosji w składzie: Wioletta Kołobowa, Tatjana Łogunowa, Lubow Szutowa i Olga Koczniewa zdobyła brązowy medal. W zawodach indywidualnych zajęła 26. miejsce.
Podczas mistrzostw świata w Antalyi w 2009 roku wywalczyła złoty medal indywidualnie, pokonując w finale Sherraine Schalm z Kanady. Kolejny złoty medal zdobyła na mistrzostwach świata w Kazaniu 2014 roku, wspólnie z Tatjaną Gudkową, Wiolettą Kołobową i Janą Zwieriewą zwyciężając w zawodach drużynowych. W tej samej konkurencji zdobyła też srebrne medale na mistrzostwach świata w Petersburgu (2007) i mistrzostwach świata w Budapeszcie (2019).
Kilkukrotnie zdobywała medale mistrzostw Europy, w tym złoty drużynowo na mistrzostwach Europy w Legnano (2012).